# Towarzystwo Miłośników Polanicy
Towarzystwo Miłośników Polanicy – towarzystwo regionalne w Polanicy-Zdroju, założone w 1973.

## Historia
W 1973 w Polanicy zebrała się grupa ok. 20 osób chętnych do ożywienia życia kulturalnego w mieście. Byli to m.in. naczelni lekarze uzdrowiska Józef Matuszewski i Wiesław Malka, nauczyciele: Leszek Majewski, przewodnik turystyczny i autor przewodników sudeckich, Jan Pisarczyk; działacze i przewodnicy PTTK: Włodzimierz Młotkowski (twórca i przewodniczący Komisji Zdrojowej), Jan Kleniewski, działacze społeczni: Zygmunt Bratkowski, Kazimierz Klimkiewicz, przedstawiciele kadry zarządzającej życia gospodarczego i administracji: Antoni Piekarski, dyrektor Zespołu Uzdrowisk Kłodzkich, Karol Klich, dyrektor oddziału FWP, Marian Kilianek, dyrektor Huty Szkła, pracownicy uzdrowiska, działacze kulturalni. Większość z nich przybyła do Polanicy tuż po zajęciu miasta przez Armię Czerwoną w 1945 roku.
Zebranie założycielskie odbyło się 23 października 1973 i ten dzień jest uznawany za początek działalności Towarzystwa, wówczas nazywanego Towarzystwem Miłośników Uzdrowiska w Polanicy Zdroju.
Pierwszy zarząd składał się z członków założycieli: prezes – dr Józef Matuszewski, długoletni naczelny lekarz uzdrowiska oraz wiceprezes – Włodzimierz Młotkowski. W 1977 prezesem TMP był Zygmunt Bratkowski, w kolejnych latach Kazimierz Klimkiewicz, Jan Myczka, Jan Nowak, Wiesław Malka, Tomasz Tymeński, Tytus Wyczałek, Karol Klich, Wiesław Lewicki, Jolanta Bachry (1999–2003). Od 2003 jest nim Edward Wojciechowski.
Od niemal 50 lat TMP działa w środowisku lokalnym koncentrując się na zachowaniu dziedzictwa narodowego i kulturowego oraz promocji miasta poprzez badanie i przybliżanie jego historii, wydawnictwo książek i okolicznościowych publikacji, wydawanie pisma „Nieregularnik Polanicki”, współpracę z regionalistami z DTSK we Wrocławiu i profesorami uczelni wrocławskich i wałbrzyskich oraz nauczycielami i młodzieżą polanickich szkół. TMP przywiązuje dużą wagę do utrzymania więzi i integracji z towarzystwami o podobnym charakterze działalności statutowej, w tym zwłaszcza z Towarzystwem Miłośników Ziemi Kłodzkiej i towarzystwami z Dusznik-Zdroju, Szalejowa Dolnego czy Krosnowic. Autorem logo TMP był w 1978 artysta plastyk Edmund Mańczak.
W latach ubiegłych TMP współorganizowało m.in. ogólnopolski Międzynarodowy Festiwal Filmów Amatorskich POL-8 (wrzesień) i Memoriał Akiby Rubinsteina (sierpień). Obecnie animatorem tych imprez jest Teatr Zdrojowy – Miejskie Centrum Kultury.
Od 11 stycznia 2014 siedzibą TMP jest zabytkowy obiekt w centrum uzdrowiska. Przy Towarzystwie Miłośników Polanicy 5 sierpnia 2016 powstał Klub Literacki „Helikon”.

## Działalność i osiągnięcia
Osiągnięcia i działalność towarzystwa:

### Działalność wydawnicza
TMP wydało szereg publikacji jak:
- książka Zakochani w Polanicy. Wspomnienia pionierów i o pionierach[9] (1997)
- folder o historycznych obiektach Polanicy-Zdroju; 2003
- książka o historii miasta Polanica Zdrój wczoraj i dziś w dwóch tomach (dwa wyd.); 2006:
  - Tom 1. 1347–1946 (red. Henryk Grzybowski, Georg Wenzel)[10],
  - Tom 2. 1945–2005 (red. Krystyna Jazienicka-Wytyczak)[11]
- album Polanica Zdrój – Czas, przestrzeń, architektura[12]; 2008
- kalendaria wydarzeń 1347–1946, w 2006 oraz 1945–2007; 2007 (autorstwa Henryka Grzybowskiego)
- folder-przewodnik po zabytkach miasta Polanica-Zdrój – zabytki i legendy (autor Bolesław Jaśkiewicz) w 2010
- plan Polanicy Spacerkiem przez historię (koncepcja Edward Wojciechowski), 2016. ISBN 978-83-937010-2-5.
- kalendarium Z biegiem dni… Z biegiem lat… Z kart historii Polanicy-Zdroju. Ludzie i wydarzenia 1347–2016 (E. Wojciechowski, H. Grzybowski, projekt graf. Jan Stypuła), 2017. ISBN 978839220720[13].
- Polanicki ogród sztuk (pod red. E. Wojciechowskiego), na zlec. TMP Elbi plus. 2020. ISBN 978-83-922072-1-4.
- Zdrój pięknych słów (wiersze poetów Klubu Literackiego „Helikon”), (red. J. Olearnik, E. Wojciechowski, W.A. Kubik), 2020. ISBN 978-83-959354-0-4.
- pismo „Nieregularnik Polanicki” (wydawane od 2001, twórca i redaktor naczelny do 2006 Konstanty Goleń, następnie Grażyna Redmerska), poświęcone historii i teraźniejszości miasta i sąsiednich miejscowości ziemi kłodzkiej; kilka publikacji było drukowanych zarówno w „Nieregularniku”, jak i w „Altheider Weihnachtsbrief” (piśmie dawnych niemieckich mieszkańców) w języku niemieckim
- Kalendarze Polanickie (wydawane od 2007) przedstawiały kolejno:
  - Kalendarz Polanicki 2008: dawna i współczesna Polanica, z uwzględnieniem w kalendarium ważnych dat z historii miasta (pomysł i autorstwo Henryk Grzybowski),
  - Kalendarz Polanicki 2009: nietypowe zdjęcia miasta oraz ujęcia z odbywających się w nim imprez (koncepcja H. Grzybowski, współautorzy Robert Serafin i E. Wojciechowski),
  - Kalendarz Polanicki 2010: (szkło artystyczne Zbigniewa Horbowego),
  - Kalendarz Polanicki 2011: (ikony Jerzego Zenki)
  - Kalendarz Polanicki 2012: architektura i wystrój kościoła Wniebowzięcia Najświętszej Maryi Panny w związku ze stuleciem jego powstania (koncepcja E. Wojciechowski i R. Serafin, opracowanie Łukasz Czaniecki i Antoni Kopacz)
  - Kalendarz Polanicki 2013: Park Zdrojowy. Cztery pory roku (opracowanie E. Wojciechowski, R. Serafin, Ł. Czaniecki i A. Kopacz, projekt graficzny Ł. Czaniecki)
  - Kalendarz Polanicki 2014: Polanica-Zdrój w grafice Andrzeja Rozina (koncepcja E. Wojciechowski, J. Bachry i A. Kopacz, projekt graficzny Wojciech Sadko)
  - Kalendarz Polanicki 2015: Polanica-Zdrój w akwarelach Henryka Szypuły (projekt graf. Jan Stypuła)
  - Kalendarz Polanicki 2016: Polanickie hotele i sanatoria (proj. graf. J. Stypuła)
  - Kalendarz Polanicki 2017: Polanica-Zdrój z lotu ptaka (proj. graf. J. Stypuła)
  - Kalendarz Polanicki 2018: Polanica-Zdrój. Cztery pory roku (proj. graf. J. Stypuła)
  - Kalendarz Polanicki 2019: Piękno wokół nas (koncepcja E. Wojciechowski, proj. graf. J. Stypuła).
  - Kalendarz Polanicki 2020: Zbigniew Horbowy, Jerzy Zenka (proj. graf. J. Stypuła).
  - Kalendarz Polanicki 2021: W obiektywie Dariusza Ogłozy. Fotografie przyrody (red. J. Olearnik, E. Wojciechowski). ISBN 978-83-959354-0-4.

### Tablice pamiątkowe
Odsłonięto tablice pamiątkowe poświęcone zasłużonym mieszkańcom Polanicy oraz jubileuszom:
- prof. Henrykowi Schlechtowi, wybitnemu kardiologowi, długoletniemu naczelnemu lekarzowi uzdrowiska, nauczycielowi polanickich lekarzy; 2004
- dr. Józefowi Matuszewskiemu, pierwszemu naczelnemu lekarzowi uzdrowiska, prezesowi i założycielowi TMP; 2002
- Stanisławowi Kozickiemu, orędownikowi interesów Polski w zakresie ustalenia granic odrodzonej Polski, uczestnikowi konferencji paryskiej; 2001
- Kazimierzowi Dąbrowskiemu, pierwszemu burmistrzowi w 1945; 2005
- odsłonięcie tablicy pamiątkowej poświęconej 100-leciu polanickich źródeł (2004); kamienia pamiątkowego kościoła ewangelickiego (2005); obelisku upamiętniającego postać papieża Jana Pawła II (2006); rekonstrukcja i restauracja krzyża wotywnego przy ul. Dąbrowskiego (2009)
- renowacja nagrobka mjr dypl. Józefa Szerwińskiego, szefa sztabu Lądowej Obrony Wybrzeża w okresie 10–19 września 1939
- odsłonięcie „Polanickiego przewodnika historycznego”, „kamieni milowych” – tablic z datami z historii miasta w parku Szachowym; 2015[14]
- wmurowanie „Kapsuły Czasu”, „zdjęcia teraźniejszości” współczesnych polaniczan z aktualnymi dokumentami i fotografiami mającymi być świadectwem chwili w życiu miasta (we współpracy z Polanicką Izbą Gospodarczą), 2015[15]

### Wystawy i wydarzenia
Zorganizowano m.in. wystawy:
- poświęconą miastu i jego mieszkańcom w latach 1945–1950, nazwanej „Oni tu byli pierwsi”, 2000;
- poświęconą sylwetce prof. Henryka Schlechta, 2004
- wystawę pokazującą stare i nowe oblicza miasta „Polanica Zdrój wczoraj i dziś”, 2006,
- wystawę grafik artysty i fotografika Jarosława Jakowczuka
- wystawę z okazji 40-lecia Towarzystwa[5]
- wystawę „Z biegiem dni… Z biegiem lat…” z okazji 70-lecia praw miejskich, 2015[16]

### Praca programowa i organizacja wydarzeń
- organizowanie corocznych konkursów dla młodzieży szkolnej z wiedzy o Polanicy i miastach partnerskich,
- zorganizowanie rekonstrukcji historycznej „Osadnicy w Puszczykowie” z okazji 70-lecia nadania praw miejskich, 2015[17]
- udział jako współorganizator Festiwalu Poezji „Poeci bez granic”, Festiwalu Muzyki Organowej i Kameralnej, Festiwalu Filmowego Pol-8, Turniejów Szachowych pamięci Akiby Rubinsteina (w różnych latach)
- tworzenie archiwum obejmującego dokumentację fotograficzną i opisową Polanicy
- zorganizowanie udziału młodzieży polanickiej w Olimpiadzie Przyjaźni w Telgte, będącej miejscem sportowego współzawodnictwa młodzieży polskiej, niemieckiej i rosyjskiej, w 2004
- współpraca z sympatykami Polanicy w Telgte i Lingen (Ems) w Niemczech

## Cele statutowe TMP
1. Tworzenie i kształtowanie przestrzeni historyczno-kulturowej miasta w oparciu o działania poprzednich pokoleń i współczesnych mieszkańców.
2. Współudział w kształtowaniu infrastruktury środowiskowej miasta jako uzdrowiska, wczasowiska oraz ośrodka turystyki.
3. Otaczanie opieką i podejmowanie działań o charakterze zachowawczym materialnych świadectw lokalnej historii, w tym pomników, figur wotywnych, symbolicznych miejsc, zadrzewień śródpolnych, parków, budowli i innych elementów przestrzennych.

Stowarzyszenie realizuje swoje cele poprzez
- Zrzeszanie osób zainteresowanych kultywowaniem walorów służących utrwalaniu tożsamości lokalnej.
- Inicjowanie lub uczestniczenie w procesie kształtowania elementów integrujących społeczność miasta.
- Współpracę ze środowiskiem naukowym w zakresie tworzenia archiwalnych zbiorów o przeszłości Polanicy.
- Kolportaż publikacji i informatorów o regionie i mieście.
- Wykorzystywanie funkcji kulturotwórczych szkół i instytucji kulturalno-oświatowych.
- Popieranie, organizowanie we własnym zakresie i przy współpracy z innymi wszelkiego rodzaju imprez kulturalno-oświatowych w tym konkursów, pokazów, odczytów, seminariów, warsztatów tematycznych oraz wystaw.
- Publikowanie własnych i pozyskanych w drodze darowizn opracowań popularyzujących wiedzę o Polanicy.
- Współdziałanie z władzami miasta w sprawach istotnych dla Polanicy-Zdroju.
- Wyrażanie opinii i występowanie w roli rzecznika społecznego w sprawach istotnych dla społeczności miasta.
- Utrzymywanie i nawiązywanie kontaktów ze stowarzyszeniami działającymi w innych miastach oraz z instytucjami naukowymi.

Zakres prowadzonej działalności statutowej
- wydawanie książek poświęconych historii i architekturze miasta
- organizacja lub współorganizacja (w różnych latach) imprez: Międzynarodowy Turniej Szachowy pamięci Akiby Rubinsteina, Festiwal Filmów Amatorskich POL 8, Międzynarodowy Festiwal Muzyki Kameralnej i Organowej, Festiwal Poezji Poeci bez granic, spotkania polanickich twórców,
- współpraca ze środowiskiem naukowym w zakresie tworzenia archiwalnych zbiorów o przeszłości Polanicy,
- wydawnictwo niskonakładowego pisma „Nieregularnik Polanicki” 1–2 razy w roku, zbiór i katalogowanie materiałów dotyczących historii i dnia codziennego Polanicy-Zdroju,
- coroczne edycje konkursu dla młodzieży szkolnej „Wszystko o Polanicy”, udział młodzieży polanickich szkół w „Olimpiadzie młodzieży” w zaprzyjaźnionym z Polanicą niemieckim Telgte.